# Mala Kosa
Mala Kosa es una aldea del municipio de Barilović, situado en el condado de Karlovac, Croacia. Según el censo de 2021, tiene una población de 1 habitante.

## Demografía
| Gráfica de población de Mala Kosa 1857-2021                        |
|                                                                    |
| Según los censos de población de la Oficina de Estadísticas Croata |